# Андромаха (Еврипид)
«Андрома́ха» (др.-греч. Ἀνδρομάχη) — трагедия древнегреческого драматурга Еврипида, написанная приблизительно в 425—423 годах до н. э. Её главные герои — персонажи греческой мифологии Андромаха, Гермиона и Пелей. Текст пьесы полностью сохранился.

## Сюжет
Материал для «Андромахи» Еврипид почерпнул из мифов о Троянской войне. С точки зрения сюжета пьеса делится на три слабо связанных между собой части. Сначала на сцене появляется вдова Гектора Андромаха, ставшая наложницей царя молоссов Неоптолема и объектом преследований со стороны жены царя Гермионы и её отца, царя Спарты Менелая. В начале пьесы Андромаха просит защиты у Фетиды и рассказывает у её алтаря о своих злоключениях. В решающий момент появляется дед Неотолема Пелей, который спасает героиню.
Затем центральным персонажем становится Гермиона. Она уверена, что Неоптолем по возвращении из Фокиды жестоко накажет её за попытку убить Андромаху с ребёнком, но тут появляется Орест, её двоюродный брат и бывший жених. Он замышляет убийство царя молоссов, а Гермиону уводит с собой. Наконец, в третьей части трагедии Пелей узнаёт о гибели Неотолема. Фетида обещает ему бессмертие и встречу с Ахиллом, а его потомству — долгое царствование в Эпире.
Антиковеды по-разному оценивают сюжет «Андромахи». Одни считают, что объединяющим фактором является не действие, а тема (Троянская война, критика Спарты, горькая участь побеждённых), другие видят в пьесе «динамическую структуру», основанную на «эстетике неожиданности». Традиционные для мифа ситуации и характеры здесь оказываются разрушены: Орест оказывается авантюристом, Неоптолем — жертвой заговора, Гермиона — коварной ревнивицей. Отказ от классической картины мира доказывает зрителю ненадёжность и зыбкость всего земного, заставляет его усомниться в разумности мироустройства.

## История текста
В сохранившихся источниках нет данных, которые бы позволили с точностью датировать «Андромаху». Исходя из того, как могут соотноситься с историческими событиями отдельные реплики героев, исследователи полагают, что пьеса была написана примерно в 425—423 годах до н. э. Её текст полностью сохранился. Антиковед Фаддей Зелинский назвал это в одной из своих работ явным недоразумением: «Андромаху» он считал одной из наиболее посредственных пьес Еврипида.
Первая постановка пьесы на сцене произошла вне Афин (неизвестно, где именно).

## Основные издания на русском языке
- Перевод Иннокентия Анненского (в редакции Фаддея Зелинского) // Еврипид. Трагедии: В 2 тт. — М.: Художественная литература, 1969. — Т. 1. — С. 287—342. — (Библиотека античной литературы).
- Перевод Иннокентия Анненского (оригинальная версия) // Еврипид. Трагедии: В 2 тт. — М.: Наука, 1999. — Т. 1. — С. 231—279. — (Литературные памятники).